# SBN TV

Logotipo da SBN TV.

A SBN TV é um canal de TV religioso com transmissão global que faz parte da SonLife Broadcasting Network, uma rede multimídia presidida pelo pastor pentecostal estadunidense Jimmy Swaggart.

## Programação
A SBN TV transmite uma grade de programação diversificada com conteúdos ao vivo e pré-gravados, entre eles programas de música e educação, de interesse para as pessoas de todas as idades e origens. A programação é constituída de música, programas de entrevistas, cultos ao vivo, programas voltados ao público jovem, programas infantis, entre outras atrações.

## Transmissão
Sua programação é distribuída para o mundo inteiro através da TV por assinatura, da internet e da transmissão via satélite. No Brasil, o canal de televisão SBN está disponível na TV aberta para a cidade de Natal no canal 47 e, também é transmitido para todo o território nacional por meio da banda C do satélite Star One D2 na frequência 3959 MHz, com symbol rate de 1875, na polarização horizontal. Em São Paulo e no Rio de Janeiro, a SBN utiliza o canal 188 da NET.